# La France interdite (livre)
 (août 2021).
La France interdite est un essai écrit par Laurent Obertone paru en 2018 qui conclut une trilogie, « La Mécanique générale » comprenant La France Orange mécanique et La France Big Brother.

## Résumé
L'essai porte sur l'immigration en France.

### Critique
Checknews de Libération dément la fausseté des propos d'Obertone sur l'opacité des chiffres français concernant le nombre des enfants (et petits-enfants) d'immigrés.

## Éditions
Le livre est publié en septembre 2018 par les Éditions Ring.